# Акчакент
Акчакент (тур. Akçakent) — небольшой город и район в центральной части Турции, на территории провинции Кыршехир.

## История
Акчакент был основан черкесами-мухаджирами в 1886 году.

## Географическое положение

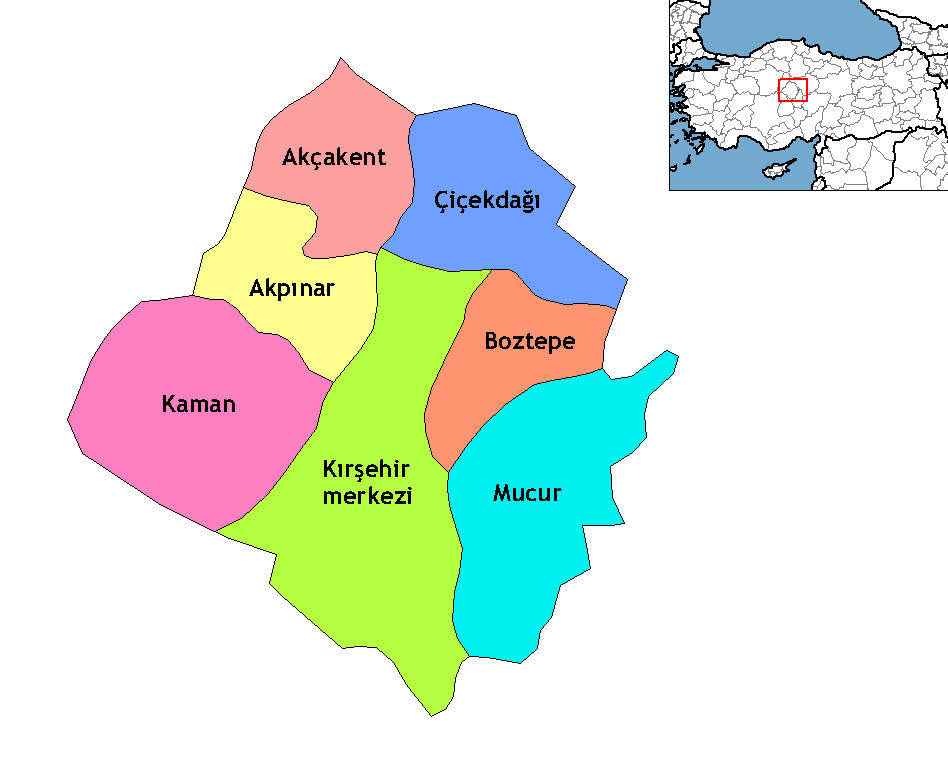
Район Акчакент на административной карте ила Кыршехир

Город расположен в северной части ила, к северу от горного хребта Чичек, на расстоянии приблизительно 47 километров к северо-северо-западу (NNW) от города Кыршехир, административного центра провинции. Абсолютная высота — 1404 метра над уровнем моря.

Площадь района составляет 585 км².

## Население
По данным Института статистики Турции, численность населения Акчакента в 2012 году составляла 969 человек, из которых мужчины составляли 51,2 %, женщины — соответственно 48,8 %.
Динамика численности населения города по годам:
| 1990 | 1997 | 2000 | 2007 | 2012 |
| ---- | ---- | ---- | ---- | ---- |
| 1787 | 1275 | 1268 | 1182 | 969  |

## Транспорт
Ближайший аэропорт расположен в городе Невшехир.